# اچ‌اس‌بی‌سی هلدینگ
اچ‌اس‌بی‌سی هلدینگ (انگلیسی: HSBC Holdings) شرکت خدمات مالی و بانکداری بریتانیایی است. 